# 548624 Ekwerike
548624 Ekwerike è un asteroide della fascia principale. Scoperto nel 2010, presenta un'orbita caratterizzata da un semiasse maggiore pari a 2,999380 UA e da un'eccentricità di 0,080537, inclinata di 6,546404° rispetto all'eclittica.